# Marcelo Escolar
Marcelo Escolar (* vor 1981) ist ein argentinischer Sozialwissenschaftler und Professor für Geographie an der Universität von Buenos Aires.
Escolar hat an der Universität von Buenos Aires von 1981 bis 1986 studiert und dort 1993 zum Doktor der Geographie promoviert. Weitere Abschlüsse hat er in Philosophie und Literatur erworben, bevor er Direktor des Instituts für Geographie der Fakultät der Künste an der Universität von Buenos Aires wurde.
Seine Forschungsschwerpunkte sind soziale Geschichte der Geographie, politische Geographie, kulturelle Erkenntnistheorie und Soziologie der geographischen Kenntnisse. Escolar lieferte für ein Forschungsprogramm zur Geschichte der Geographie und Erdkunde in Argentinien einen wichtigen Beitrag und war Koordinator des Reformprogramms der autonomen Stadt Buenos Aires. 